# Weltmeisterschaften im Gewichtheben 1959
Die 35. Weltmeisterschaften im Gewichtheben fanden vom 29. September bis zum 4. Oktober 1959 in der polnischen Stadt Warschau statt. An den von der International Weightlifting Federation (IWF) im Dreikampf (beidarmiges Drücken, Reißen und Stoßen) ausgetragenen Wettkämpfen nahmen 85 Gewichtheber aus 19 Nationen teil.

## Medaillengewinner
| Disziplin           | Gold              | Silber             | Bronze               |
| ------------------- | ----------------- | ------------------ | -------------------- |
| Bantamgewicht       | Wladimir Stogow   | Marian Jankowski   | Imre Földi           |
| Federgewicht        | Marian Zieliński  | Isaac Berger       | Sebastiano Mannironi |
| Leichtgewicht       | Wiktor Buschujew  | Hakob Faradschjan  | Abdu l-Wahid Aziz    |
| Mittelgewicht       | Thomas Kono       | Fjodor Bogdanowski | Jan Bochenek         |
| Leichtschwergewicht | Rudolf Plukfelder | Ireneusz Paliński  | James George         |
| Mittelschwergewicht | Louis Martin      | Arkadi Worobjow    | Czeslaw Bialas       |
| Superschwergewicht  | Juri Wlassow      | James Bradford     | Iwan Wesselinow      |

## Medaillenspiegel
Die Platzierungen im Medaillenspiegel sind nach der Anzahl der gewonnenen Goldmedaillen sortiert, gefolgt von der Anzahl der Silber- und Bronzemedaillen (lexikographische Ordnung). Weisen zwei oder mehr Nationen eine identische Medaillenbilanz auf, werden sie alphabetisch geordnet auf dem gleichen Rang geführt.
| Rang | Nation                 | Gold | Silber | Bronze | Gesamt |
| ---- | ---------------------- | ---- | ------ | ------ | ------ |
| 1.   | Sowjetunion            | 4    | 3      | 0      | 7      |
| 2.   | Polen                  | 1    | 2      | 2      | 5      |
| 3.   | Vereinigte Staaten     | 1    | 2      | 1      | 4      |
| 4.   | Vereinigtes Königreich | 1    | 0      | 0      | 1      |
| 5.   | Bulgarien              | 0    | 0      | 1      | 1      |
| 5.   | Ungarn                 | 0    | 0      | 1      | 1      |
| 5.   | Irak                   | 0    | 0      | 1      | 1      |
| 5.   | Italien                | 0    | 0      | 1      | 1      |